# Helicóptero 66
El Helicóptero 66 es un helicóptero Sikorsky SH-3 Sea King de la Armada de los Estados Unidos utilizado a fines de la década de 1960 para la recuperación de astronautas en el agua durante cinco misiones del programa Apolo. Además de su trabajo en apoyo de la NASA, el helicóptero 66 también transportó al Shah de Irán Mohammad Reza Pahleví durante su visita de 1973 al portaaviones USS Kitty Hawk.
El helicóptero 66 fue entregado a la Armada de los Estados Unidos en 1967 y formó parte del inventario del Cuarto Escuadrón Antisubmarino de Helicópteros de la Armada de los Estados Unidos. Entre sus pilotos estaba Donald S. Jones, quien continuaría al mando de la Tercera Flota de los Estados Unidos. Más tarde, luego de volver a numerar el helicóptero como 740, se estrelló en el Océano Pacífico en 1975 durante un ejercicio de entrenamiento. En el momento de su caída, había registrado más de 3200 horas de servicio.

## Diseño

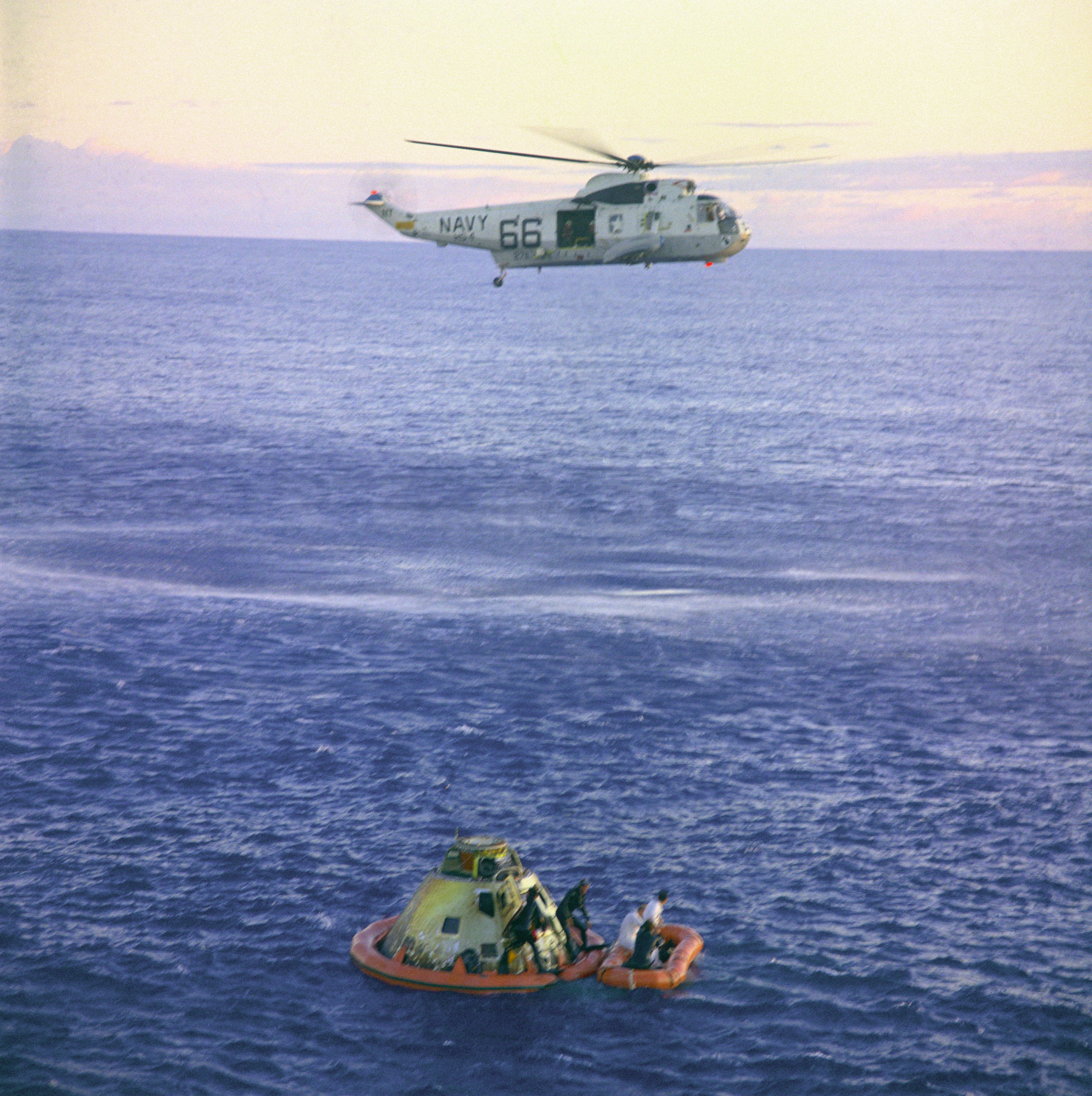
Helicóptero 66 fotografiado durante la recuperación del Apolo 10 en 1969

El helicóptero 66 era un Sikorsky SH-3 Sea King. El modelo SH-3D Sea Kings se diseñó para la guerra antisubmarina (ASW) y, por lo general, se configuró para transportar una tripulación de cuatro y hasta tres pasajeros. Impulsados por dos motores de turboeje T58-GE-10 de General Electric que producen hasta 1400 caballos de fuerza (1000 kW) cada uno, los SH-3D tenían una velocidad máxima de 220 km/h y una resistencia en promedio de 4,5 horas. Tenían un peso máximo permitido de 9300 kg con la capacidad de transportar una carga útil externa de hasta 2700 kg.
Durante las misiones ASW, el Sea King SH-3D estaba típicamente armado con torpedos MK-46/44.

## Historia

### Inicios y misiones Apolo
El helicóptero 66 se entregó a la Armada de los Estados Unidos el 4 de marzo de 1967 y, en 1968, se agregó al inventario del Escuadrón Antisubmarino Cuatro de Helicópteros de la Marina de los Estados Unidos (HS-4). Su número de cola original era NT-66/2711.
Activado el 30 de junio de 1952, el Escuadrón Cuatro fue el primer escuadrón de helicópteros de guerra antisubmarinos de la Armada de los Estados Unidos en desplegarse a bordo de un portaaviones cuando, en 1953, operaba desde el USS Rendova. Comenzó a usar el Sea King SH-3D en 1968, pasando del modelo SH-3A. Ese año, el escuadrón fue asignado al Grupo de Transporte Aéreo Antisubmarino 59 y desplegado a bordo del USS Yorktown en el Mar del Japón en respuesta a la captura del USS Pueblo por la Marina Popular de Corea. Más tarde ese año, Yorktown, y el Escuadrón Cuatro, se encargaron de apoyar a la Administración Nacional de Aeronáutica y del Espacio (NASA) en la recuperación de los astronautas al aterrizar.

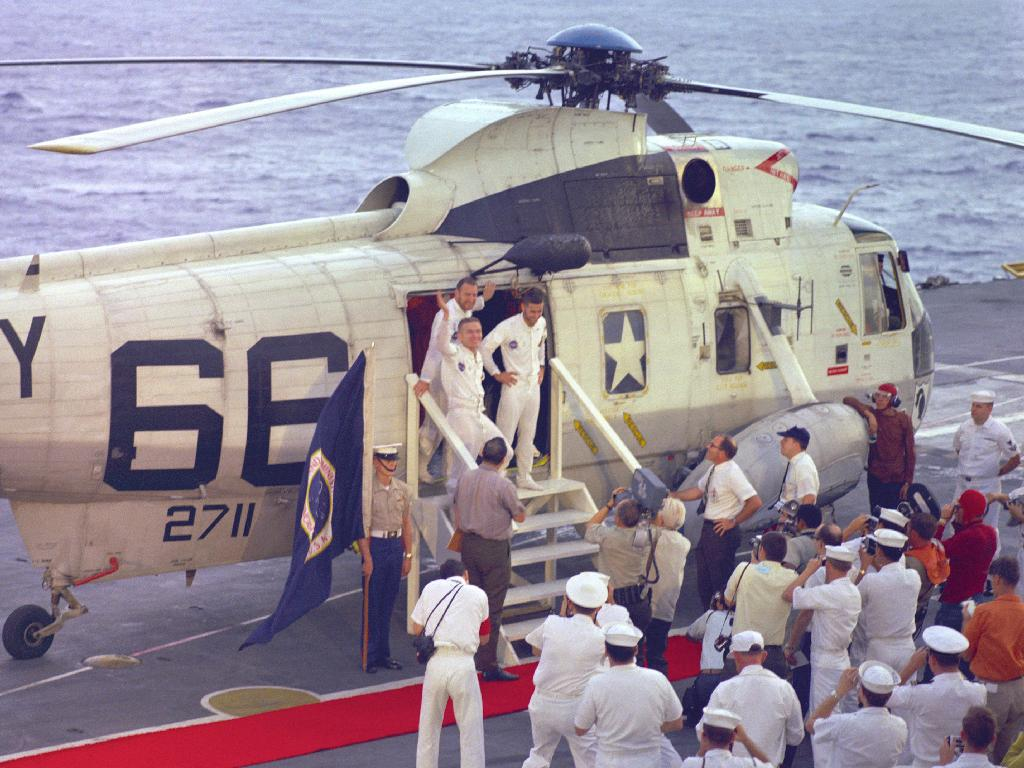
La tripulación del Apolo 8 desembarca el helicóptero 66 a bordo del USS Yorktown luego de su regreso a la Tierra en 1968

Durante las misiones Apolo 8, Apolo 10 y Apolo 11, el helicóptero 66 fue el principal vehículo de recuperación que alzó a los astronautas que regresaban de los módulos de comando de la nave espacial. Como resultado, se destacó en la cobertura de noticias de televisión y en la fotografía fija, logrando, en palabras del historiador espacial Dwayne A. Day, el estatus de «uno de los helicópteros más famosos, o al menos más icónicos, de la historia». El comandante Donald S. Jones, quien luego comandaría la Tercera Flota de los Estados Unidos, pilotó el Helicóptero 66 durante su misión inaugural de recuperación de astronautas después del Apolo 8, y nuevamente durante la recuperación del Apolo 11.
Después de la misión Apolo 11, la Armada cambió a un sistema de designación de tres dígitos y el Helicóptero 66 fue renombreado como Helicóptero 740. [2] Reconociendo la fama que el Helicóptero 66 había alcanzado, la Armada comenzó la práctica de volver a pintar al Helicóptero 740 como Helicóptero 66 para las misiones de recuperación posteriores en las que participó, Apolo 12 y Apolo 13, pintándolo de nuevo como Helicóptero 740 al final de cada misión. Mientras se usaba para la recuperación de astronautas, el helicóptero 66 tenía marcas de victoria en su fuselaje que mostraban una silueta de cápsula espacial, y se agregaba una por cada recuperación en la que participaba. Para la recuperación de los astronautas del Apolo 11, la parte inferior del fuselaje fue estampada con las palabras «Hail, Columbia».

#### Lista de vuelos de recuperación del helicóptero 66 Apollo
| Misión   | Fecha del vuelo         | Barco base    | Piloto          | Referencia   |
| -------- | ----------------------- | ------------- | --------------- | ------------ |
| Apolo 8  | 27 de diciembre de 1968 | USS Yorktown  | Donald S. Jones | [ 1 ] [ 15 ] |
| Apolo 10 | 26 de mayo de 1969      | USS Princeton | Chuck B. Smiley | [ 1 ]        |
| Apolo 11 | 24 de julio de 1969     | USS Hornet    | Donald S. Jones | [ 1 ]        |
| Apolo 12 | 24 de noviembre de 1969 | USS Hornet    | Warren E. Aut   | [ 1 ]        |
| Apolo 13 | 17 de abril de 1970     | USS Iwo Jima  | Chuck B. Smiley | [ 1 ]        |

### Historia posterior y accidente
Desde 1970 hasta 1972, el Escuadrón de Helicópteros Cuatro y el Helicóptero 66 se embarcaron a bordo del USS Ticonderoga CVS-14, y en 1973 el Escuadrón de Helicópteros Cuatro y el Helicóptero 66 con él se embarcaron a bordo del USS Kitty Hawk. Ese año, el helicóptero 66 transportó al Shah de Irán, Mohammad Reza Pahlavi, a Kitty Hawk para una visita a bordo mientras transitaba por el Océano Índico.
A las 7:00 p. m. el 4 de junio de 1975, el Helicóptero 66, renumerado como «740», partió del Campo de Aterrizaje Naval Outlying Imperial Beach cerca de San Diego, California, en ruta hacia el Área de Entrenamiento Helo Offshore de la Armada de los Estados Unidos para llevar a cabo un horario regular de tres horas de ejercicio nocturno de entrenamiento antisubmarino. Durante la operación, en la que transportaba cuatro tripulantes, el helicóptero se estrelló. Aunque la tripulación fue rescatada por la Guardia Costera de Estados Unidos, el piloto Leo Rolek resultó gravemente herido y luego murió por las heridas que sufrió en el accidente. Se desconoce la causa exacta del derribo del helicóptero 66; a partir de 2017, el informe de incidentes de la Marina de los Estados Unidos sigue clasificado. El fuselaje roto del helicóptero luego se hundió 1500 metros bajo el agua. En el momento de su accidente, el helicóptero 66 había volado 3245,2 horas de vuelo desde que entró en servicio, y 183,6 horas desde su última revisión.
El helicóptero sumergido sigue siendo propiedad de la Armada de los Estados Unidos, y no se realizó un esfuerzo de 2004 por parte de intereses privados para recuperarlo para su conservación.

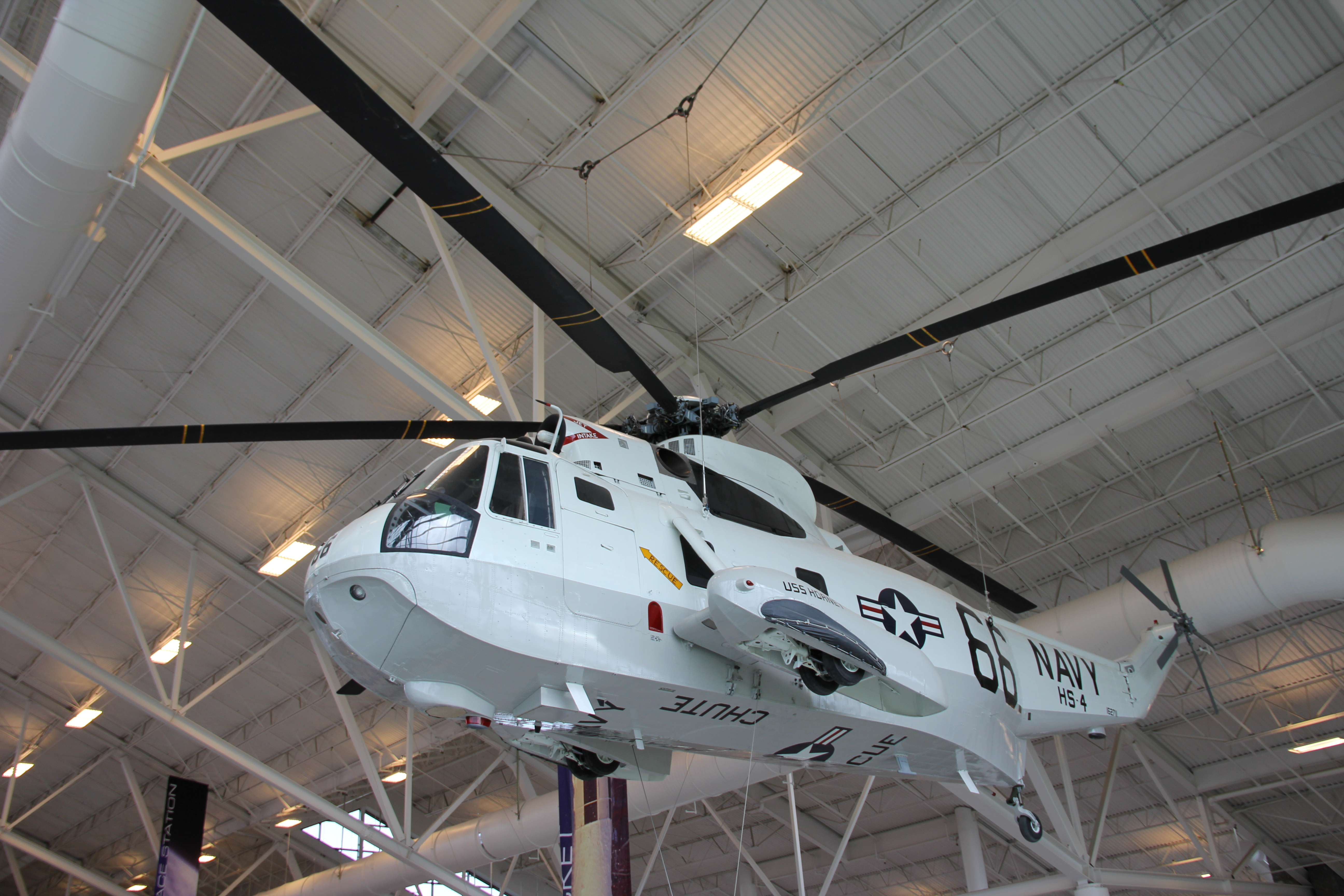
Un Sikorsky Sea King pintado con la librea del helicóptero 66 y propiedad del Museo Nacional de Aviación Naval, en exhibición en el Evergreen Aviation & Space Museum en 2011

## Legado

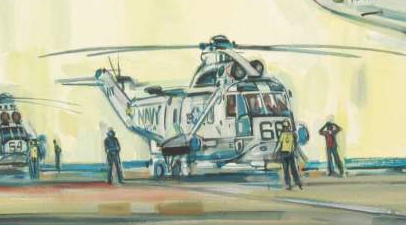
Porción de la pintura de 1969 «Helicóptero 66 de recuperación», de Tom O'Hara

Una pintura del helicóptero 66 fue encargada en 1969 por el artista Tom O'Hara como parte de una iniciativa de arte de la NASA. Posteriormente se colocó bajo la custodia del Museo Nacional del Aire y el Espacio.
En septiembre de 1969, la cantante alemana Manuela lanzó un sencillo titulado «Helicopter U.S. Navy 66» que presenta el sonido de los rotores de los helicópteros. La cantante de pop belga Samantha realizó un cover de la canción al año siguiente, y dice que lo ayudó a lanzar su carrera. En una entrevista de 2007, la cantante belga de Schlager Laura Lynn citó la popularidad de «Helicopter U.S. Navy 66» como canción de cierre en los clubes de baile de la década de 1970 en Bélgica como inspiración para su éxito «Goud».
A principios de la década de 1970, Dinky Toys lanzó un modelo de un helicóptero Sea King con la librea del helicóptero 66. El modelo incluía un cabrestante que podía levantar una cápsula espacial de plástico.
Las réplicas del helicóptero 66 se exhiben en el Evergreen Aviation & Space Museum en Oregón, el USS Midway Museum en San Diego y el USS Hornet Museum en Alameda, California. El helicóptero en el Museo USS Hornet es un Navy Sikorsky Sea King que se utilizó para filmar la película Apolo 13.